# Cornelia Klier
Cornelia Klier (nacida como Cornelia Bügel, 19 de marzo de 1957) es una deportista de la RDA que compitió en remo.
Participó en los Juegos Olímpicos de Moscú 1980, obteniendo una medalla de oro en la prueba de dos sin timonel. Ganó tres medallas de oro en el Campeonato Mundial de Remo entre los años 1977 y 1979.

## Palmarés internacional
| Juegos Olímpicos   | Juegos Olímpicos          | Juegos Olímpicos | Juegos Olímpicos |
| Año                | Lugar                     | Medalla          | Prueba           |
| ------------------ | ------------------------- | ---------------- | ---------------- |
| 1980               | Moscú (URSS)              | Medalla de oro   | Dos sin timonel  |
| Campeonato Mundial |                           |                  |                  |
| Año                | Lugar                     | Medalla          | Prueba           |
| 1977               | Ámsterdam (Países Bajos)  | Medalla de oro   | Ocho con timonel |
| 1978               | Cambridge (Nueva Zelanda) | Medalla de oro   | Dos sin timonel  |
| 1979               | Bled (Yugoslavia)         | Medalla de oro   | Dos sin timonel  |